# Tratado de Campo Formio

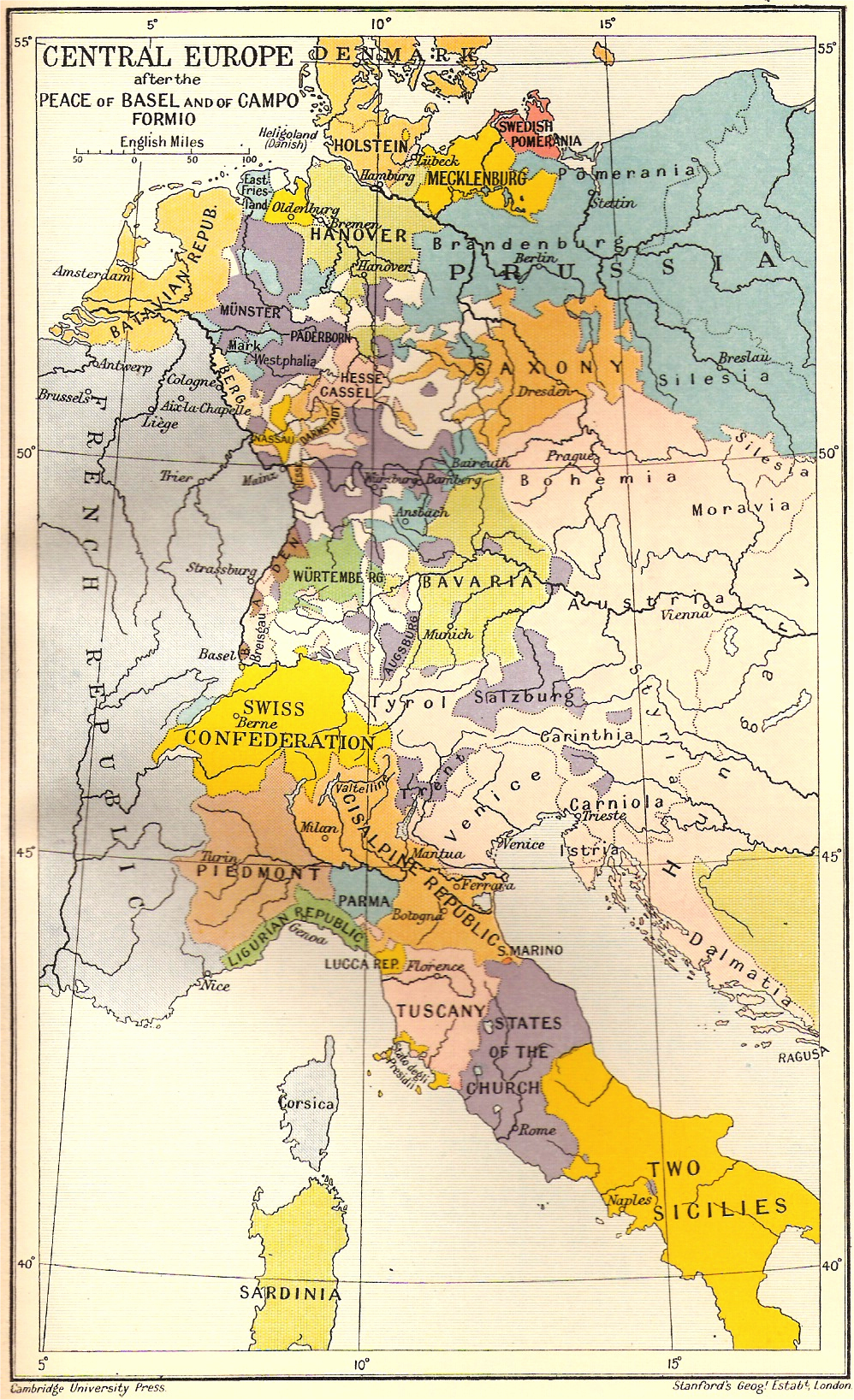
Europa tras los tratados de paz de Basilea y Campo Formio.

El Tratado de Campo Formio fue firmado el 17 de octubre de 1797 (día 26 de Vendimiario, año VI de la República Francesa) por Napoleón Bonaparte y el conde Ludwig von Coblenz como representantes de Francia y del emperador Francisco II, respectivamente. Este tratado marcó el final de la Primera Coalición, la victoriosa conclusión de las campañas de Napoleón en Italia y el final de la primera fase de las guerras revolucionarias francesas.
Más allá de las usuales cláusulas de «firme e inviolable paz», el tratado traspasó cierto número de territorios austriacos a manos francesas. Las tierras cedidas incluían los Países Bajos Austriacos (que corresponden grosso modo a las actuales Bélgica y Luxemburgo) y ciertas islas en el Mediterráneo (Corfú, y otras islas venecianas en el Adriático). Venecia y sus territorios fueron divididos entre los dos Estados, siendo la propia Venecia, así como Istria y Dalmacia, entregadas al emperador austriaco. Austria reconoció la República Cisalpina y la recién creada República de Liguria, formada a partir de territorios genoveses como un país independiente. Estados satélites de la Primera República Francesa. 
El tratado también contenía cláusulas secretas, que dividían otros territorios, y también acordaba la extensión de las fronteras francesas hasta el Rin, el Nette y el Rur o Roer. Se garantizaba la libre navegación francesa por el Rin, el Mosa y el Mosela. La República Francesa se había expandido hasta sus límites naturales y en Italia, más allá de estos.
El tratado se terminó y firmó después de cinco meses de negociaciones. Era básicamente lo que se había acordado en la Paz de Leoben en abril de 1797, pero las negociaciones habían dado un giro por las dos partes debido a un cierto número de motivos. Durante el periodo de negociaciones se produjo el golpe de Estado del 18 de fructidor. Esto se usó como pretexto para arrestar y deportar a los monárquicos y efectuar una moderada depuración del Directorio.
El biógrafo de Napoleón Felix Markham escribió que «la partición de Venecia no fue sólo una mancha moral sobre el establecimiento de la paz, sino que dejó a Austria una cabeza de playa en Italia, que sólo podría conducir a otra guerra». De hecho, la paz de Campo Formio, aunque redibujó el mapa de Europa y fue un gran paso en la fama de Napoleón, solo fue un aplazamiento. Pronto estallaría la guerra de la Segunda Coalición.
Campo Formio, llamado actualmente Campoformido, es un pueblo al oeste de Údine, en el noreste de Italia. El tratado se firmó efectivamente en una posada de la localidad.